# Selaginella philippina
Selaginella philippina är en mosslummerväxtart som beskrevs av Antoine Frédéric Spring. Selaginella philippina ingår i släktet mosslumrar, och familjen mosslummerväxter. Inga underarter finns listade i Catalogue of Life.